# 明尼蘇達州第七國會選區
明尼蘇達州第七國會選區（英語：Minnesota's 7th congressional district）是美国明尼蘇達州八個國會選區之一，涵蓋了幾乎所有的西部的明尼蘇達除了偏遠的南方，這是在第一選區。它是迄今為止該州最大的地區，具有非常鄉村特色。該地區的城市包括穆爾黑德（其最大的城市），Fergus Falls，亞歷山大和Willmar。
本選區因為包含西北角，因此亦是美國本土最北端的選區。

## 外部連結
- Minnesota's 7th Congressional District Republicans （页面存档备份，存于）
- .   [2020-10-12]. （原始内容存档于1998-11-11）.